# (4807) Noboru
(4807) Noboru ist ein Asteroid des Hauptgürtels, der am 10. Januar 1991 vom japanischen Amateurastronomen Takao Kobayashi am Oizumi-Observatorium (IAU-Code 411) in Ōizumi in der Präfektur Gunma entdeckt wurde.
Der Asteroid wurde nach dem bekannten japanischen Alpinisten Noboru Yamada (1950–1989) benannt, der bei zwölf Expeditionen neun der weltweit vierzehn Achttausender bestiegen hat.